# Here I Am (Kelly Rowland)
Here I Am è il terzo studio album della cantante statunitense Kelly Rowland, pubblicato dalla casa discografica Universal Motown (Universal Music Group) il 22 luglio 2011. Questo nuovo album è anche il primo realizzato dalla cantante senza l'ex manager Matthew Knowles e la casa discografica Columbia Records. In Here I Am sono predominanti l'R&B, il pop, e la dance.
Originariamente programmato per il 2010, l'album è stato posticipato varie volte, e molti singoli sono stati estratti ancora prima della sua pubblicazione. Commander (ft. David Guetta) raggiunse il top nelle classifiche dance internazionali e statunitensi, diventando una hit top-ten nel Regno Unito e nel resto d'Europa. Tre ulteriori singoli (Grown Woman, Forever and a Day e Rose Colored Glasses) raccolsero un discreto successo e non furono inseriti inizialmente nell'album, ma gli ultimi due fanno parte dell'edizione internazionale uscita il 28 novembre 2011 nel Regno Unito.
Negli Stati Uniti il singolo Motivation ha preceduto l'uscita dell'album. Raggiunse la numero 1 della classifica Billboard "Hot R&B/Hip-Hop Songs" e la numero 17 della Billboard Hot 100 divenendo la prima canzone hit di Rowland.
L'album ha venduto, tra la versione standard e quella internazionale, oltre 1 milione di copie nel mondo di cui oltre 300.000 negli Stati Uniti, e più di 60.000 nel Regno Unito, dove è stato certificato disco d'argento.

## Pubblicazione e promozione
La promozione del progetto cominciò nel marzo 2010, quando Rowland si esibì al party Fuck Me I'm Famous di Cathy Guetta, al Winter Music Conference, Miami. Dopo questo, organizzò un party per ascoltare in anteprima l'album all'Hudson Hall, New York, il 17 giugno 2010. Durante il party si esibì in Rose Colored Glasses, Shake Them Haters Off, Grown [Ass] Woman, Forever and a Day, e Heaven & Heart. Furono rilasciate interviste per vari magazine, come New!, Take 5, The Daily Star e Musicology. Il 25 e il 26 luglio a Parigi si esibì a un secondo Fuck Me I'm Famous party.

## Singoli
Commander (ft. David Guetta) fu annunciato come primo singolo durante il Winter Music Conference il 27 marzo 2010, e reso disponibile per il download digitale sull'iTunes Store il 17 maggio 2010. Ricevette buone critiche, raggiungendo la top della classifica Dance del Regno Unito e la top-ten della Official Singles Chart, la migliore posizione di Rowland dal 2008. Negli Stati Uniti, pur non essendo stato pubblicato come singolo, raggiunse la top della classifica Dance. Il 29 giugno 2010 vennero pubblicati due brani Pop e R&B come doppio singolo: Rose Colored Glasses e Grown Woman, ma non ebbero il successo sperato. Il 20 settembre 2010 fu pubblicato per il mercato internazionale Forever and a Day, prodotto anch'esso con David Guetta. Ebbe un discreto successo, raggiungendo la top50 nella classifica inglese. Il brano, non inserito inizialmente nella tracklist, è stato poi utilizzato insieme a Rose Colored Glasses per l'edizione internazionale.
Kelly Rowland decise quindi di pubblicare l'album con un nuovo singolo d'apertura per il mercato statunitense: Motivation (ft. Lil Wayne), pubblicato il 15 aprile 2011. Il nuovo singolo raggiunse la posizione numero 17 della Billboard Hot 100 e la numero 1 della Hot R&B/Hip-Hop Songs, divenendo la prima canzone numero 1 di Rowland in quella classifica e ottenendo buoni risultati anche nelle settimane successive.
Lay It on Me (ft. Big Sean) fu scelto come terzo singolo (secondo negli Stati Uniti) e venne pubblicato per le radio statunitensi il 16 agosto 2011. Ricevette molte buone critiche e fu definito "accattivante e sexy".
Il quarto singolo (secondo internazionale) è stato Down for Whatever.
Classifiche
| 2010                                                                                       | Commander (ft. David Guetta) | —   | —  | 61 | 9   | 13 | 16 | 16 | 46 | — | - NZ: Oro     |
| 2011                                                                                       | Motivation (ft. Lil Wayne)   | 17  | 1  | —  | 169 | —  | —  | —  | —  | — | - US: Platino |
| 2011                                                                                       | Lay It on Me (ft. Big Sean)  | 109 | 43 | —  | 69  | —  | —  | —  | —  | — |               |
| 2011                                                                                       | Down for Whatever            | —   | —  | —  | 6   | 16 | 31 | —  | 62 | — |               |
| "—" significa che il singolo non si è classificato o non è stato pubblicato in quel paese. |                              |     |    |    |     |    |    |    |    |   |               |

Video
| 2010 | Commander (ft. David Guetta) | Masashi Muto    | Masashi Muto    | Masashi Muto    | Masashi Muto    | Masashi Muto    | Masashi Muto    | Masashi Muto    | Masashi Muto    | Masashi Muto    | Masashi Muto    | Masashi Muto    | Masashi Muto    | Masashi Muto    |
| 2011 | Motivation (ft. Lil Wayne)   | Sarah Chatfield | Sarah Chatfield | Sarah Chatfield | Sarah Chatfield | Sarah Chatfield | Sarah Chatfield | Sarah Chatfield | Sarah Chatfield | Sarah Chatfield | Sarah Chatfield | Sarah Chatfield | Sarah Chatfield | Sarah Chatfield |
| 2011 | Lay It on Me (ft. Sean Big)  | Sarah Chatfield | Sarah Chatfield | Sarah Chatfield | Sarah Chatfield | Sarah Chatfield | Sarah Chatfield | Sarah Chatfield | Sarah Chatfield | Sarah Chatfield | Sarah Chatfield | Sarah Chatfield | Sarah Chatfield | Sarah Chatfield |
| 2011 | Down for Whatever            | Sarah Chatfield | Sarah Chatfield | Sarah Chatfield | Sarah Chatfield | Sarah Chatfield | Sarah Chatfield | Sarah Chatfield | Sarah Chatfield | Sarah Chatfield | Sarah Chatfield | Sarah Chatfield | Sarah Chatfield | Sarah Chatfield |

Altri Video
| 2010 | Rose Colored Glasses | John "Rankin" Wadell | John "Rankin" Wadell | John "Rankin" Wadell | John "Rankin" Wadell | John "Rankin" Wadell | John "Rankin" Wadell | John "Rankin" Wadell | John "Rankin" Wadell | John "Rankin" Wadell | John "Rankin" Wadell | John "Rankin" Wadell | John "Rankin" Wadell | John "Rankin" Wadell |
| 2010 | Forever and a Day    | Sarah Chatfield      | Sarah Chatfield      | Sarah Chatfield      | Sarah Chatfield      | Sarah Chatfield      | Sarah Chatfield      | Sarah Chatfield      | Sarah Chatfield      | Sarah Chatfield      | Sarah Chatfield      | Sarah Chatfield      | Sarah Chatfield      | Sarah Chatfield      |

## Tracce
Standard Edition
1. I'm Dat Chick – 4:04 (Christopher Stewart, Ester Dean, Lamont Neuble)
2. Work It Man (feat. Lil Playy) – 4:10 (Rodney "Darkchild" Jerkins, Priscilla Hamilton, LaShawn Daniels, Kelly Rowland, Darrell Davidson)
3. Motivation (feat. Lil Wayne) – 4:03 (James Scheffer, Rico Love, Daniel Morris, Dwayne Carter)
4. Lay It on Me (feat. Big Sean) – 4:03 (Sean Anderson, Dean, Chauncey Hollis)
5. Feeling Me Right Now – 3:57 (Rico Love, Earl Hood, Eric Goudy II)
6. Turn It Up – 3:40 (Darkchild, Priscilla Hamilton, Thomas Lumpkins, John Conte, Jr.)
7. All of the Night (feat. Rico Love) – 3:51 (Luther Campbell, David Hobbs, Mark Ross, Christopher Wongwon, Butler, Jr., Jermaine Jackson, Andrew Harr, David Anderson II, Jon-David Anderson)
8. Keep It Between Us – 4:10 (J. J-Doe Smith, Joseph Bereal, Amber Streeter, Rowland, Christopher Umana)
9. Commander (feat. David Guetta) – 3:39 (Kelly Rowland, David Guetta, Sandy Wilhelm, Rico Love)
10. Down for Whatever (feat. the WAV.s) – 3:55 (Nadir "RedOne" Khayat, Teddy Sky, Jimmy Joker, Bilal Hajji)

Deluxe Edition
1. Heaven & Heart – 3:37 (Shaffer "Ne-Yo" Smith, Mikkel S. Eriksen, Tor. E Hermansen)
2. Each Other – 3:48 (Karriem Mack, Shaun Owens, Nigel Talley, Maurice Wade)
3. Motivation (Rebel Rock Remix feat. Lil Wayne) – 3:41 (James Scheffer, Rico Love, Daniel Morris, Dwayne Carter)
4. Commander (Urban Remix feat. Nelly) – 4:09 (Kelly Rowland, David Guetta, Sandy Wilhelm, Rico Love)

Edizione Internazionale
1. Heaven & Heart – 3:37 (Shaffer Smith, Mikkel S. Eriksen, Tor. E Hermansen)
2. Each Other – 3:48 (Karriem Mack, Shaun Owens, Nigel Talley, Maurice Wade)
3. When Love Takes Over (feat. David Guetta) – 3:34 (Miriam Nervo, Olivia Nervo, Rowland, David Guetta, Frédéric Riestere)
4. Rose Colored Glasses – 4:01 (Ester Dean, Lukasz Gottwald)
5. Motivation (Diplo Remix feat. Lil Wayne) – 3:41 (James Scheffer, Love, Daniel Morris, Dwayne Carter)
6. Forever and a Day (feat. David Guetta) – 3:34 (Jonas Jeberg, Andre Merritt, Kelly Rowland, Samual Watters)
7. What a Feeling (feat. Alex Gaudino) – 2:58 (Alfonso Fortunato Gaudino, Giuseppe D'Albenzio, Emmanuel Mijares, Jenson Vaughan, Kelly Rowland, Joseph "Lonny" Bereal)

## Classifiche

### Posizioni più alte
| Classifica (2011)         | Posizione |
| ------------------------- | --------- |
| Australia Albums Chart    | 61        |
| Billboard Canadian Albums | 45        |
| Swiss Music Charts        | 69        |
| Official Albums Chart     | 43        |
| UK R&B Albums Chart       | 8         |
| US Billboard 200          | 3         |
| US Top R&B/Hip-Hop Albums | 1         |